# 布罗梅耶
布罗梅耶（法語：Bromeilles，法語發音：[bʁɔmɛj]）是法国卢瓦雷省的一个市镇，属于皮蒂维耶区。

## 地理
布罗梅耶（48°11'11"N, 2°29'47"E）面积14.75 平方千米，位于法国中央-卢瓦尔河谷大区卢瓦雷省，该省份为法国中北部省份，北起埃松省，西北接厄尔-卢瓦省，西南接卢瓦-谢尔省，南至涅夫勒省和谢尔省，东临约讷省，东北接塞纳-马恩省。
与布罗梅耶接壤的市镇（或旧市镇、城区）包括：格朗热尔蒙、代斯蒙特、埃希勒塞、皮索、阿维尔、博蒙迪加蒂奈、比尔西、日龙维尔、伊希。
布罗梅耶的时区为UTC+01:00、UTC+02:00（夏令时）。

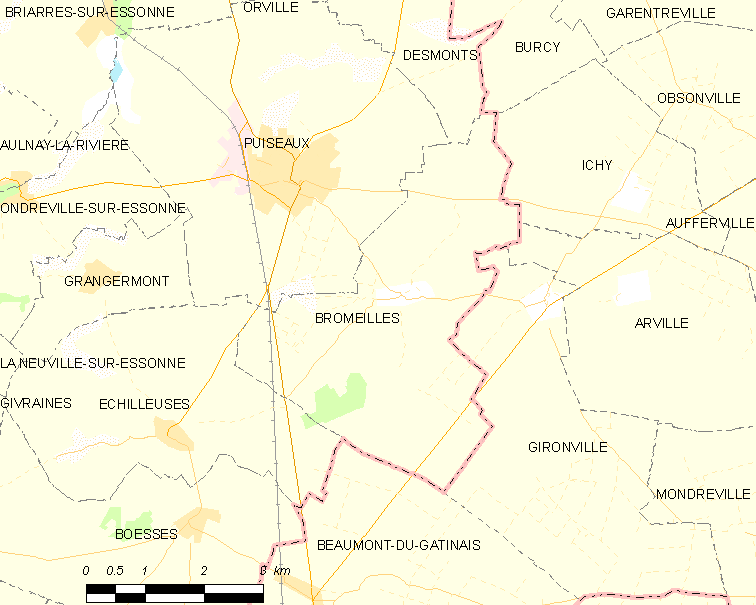
布罗梅耶的OSM定位图

## 行政
布罗梅耶的邮政编码为45390，INSEE市镇编码为45056。

## 政治
布罗梅耶所属的省级选区为勒马勒塞布瓦县。

## 人口

1962-2008年间布罗梅耶人口变化图示

布罗梅耶于2022年1月1日时的人口数量为321人。